# غزل سلطانی
غزل سلطانی (زاده ۱۴ اسفند ۱۳۸۱ در سمنان) تکواندوکار ملی‌پوش ایرانی است.
سلطانی در سن ۴ سالگی ژیمناستیک را آغاز کرد و به مدت ۲ سال در این رشته ورزشی فعالیت نمود.
وی در سن ۶ سالگی با حمایت ها و تشویق‌‌های پدر تکواندو‌کارش و زیر نظر راضیه آقاجانپور، فعالیت در رشته ورزشی تکواندو را شروع کرد و در سن ۹ سالگی، با کمربند قرمز موفق به کسب مقام سوم رده خردسالان در مسابقات کشوری شد. او در سال‌های بعد به ترتیب به عضویت تیم ملی تکواندو نونهالان، نوجوانان و جوانان بزرگسالان درآمد.

## مدال‌ها
- طلای مسابقات نونهالان جهانی تکواندو- شهریور ۹۶[۲]
- طلای مسابقات آسیایی تکواندو - تیرماه ۹۸[۳]
- طلای تورنمنت بین‌المللی ترکیه - بهمن ۹۸[۴]
- نقرهٔ تورنمنت بین‌المللی ترکیه- اسفند ۹۹[۵]
- برنز مسابقات آسیایی تکواندو - خرداد ۱۴۰۰[۶]
- طلای بین‌المللی جام ریاست فدراسیون جهانی تکواندو
- نقره‌ی مسابقات همبستگی کشور های اسلامی-مرداد ۱۴۰۱